# 第70回ヴェネツィア国際映画祭
第70回ヴェネツィア国際映画祭は、2013年8月28日から9月7日までイタリアのヴェネツィアで開催された。
オープニング作品はアルフォンソ・キュアロン監督の『ゼロ・グラビティ』である。コンペティション部門の審査員長はベルナルド・ベルトルッチが務めた。ベルトルッチの起用は1983年以来2度目である。栄誉金獅子賞はアメリカ合衆国の映画監督のウィリアム・フリードキンに贈られた。金獅子賞はジャンフランコ・ロージ監督のドキュメンタリー映画『ローマ環状線、めぐりゆく人生たち』が受賞した。ドキュメンタリー映画の金獅子賞受賞は映画祭史上初めてである。

## 公式選出

### コンペティション部門
コンペティション部門では以下の作品が上映された。
| 日本語題                               | 原題                                                     | 監督                           | 製作国                   |
| -------------------------------------- | -------------------------------------------------------- | ------------------------------ | ------------------------ |
| アナ・アラビア                         | Ana Arabia                                               | アモス・ギタイ                 | イスラエル フランス      |
| チャイルド・オブ・ゴッド               | Child of God                                             | ジェームズ・フランコ           | アメリカ合衆国           |
| 警察官の妻                             | Die Frau des Polizisten                                  | フィリップ・グレーニング       | ドイツ                   |
|                                        | L'intrepido                                              | ジャンニ・アメリオ             | イタリア                 |
| ジェラシー                             | La Jalousie                                              | フィリップ・ガレル             | フランス                 |
| 郊遊 <ピクニック>                      | 郊遊                                                     | ツァイ・ミンリャン             | 台湾 フランス            |
| グランド・ジョー                       | Joe                                                      | デヴィッド・ゴードン・グリーン | アメリカ合衆国           |
| 風立ちぬ                               | 風立ちぬ                                                 | 宮崎駿                         | 日本                     |
|                                        | Miss Violence                                            | アレクサンドロス・アブラナス   | ギリシャ                 |
| ナイト・スリーパーズ ダム爆破計画      | Night Moves                                              | ケリー・ライヒャルト           | アメリカ合衆国           |
| パークランド ケネディ暗殺、真実の4日間 | Parkland                                                 | ピーター・ランデズマン         | アメリカ合衆国           |
| あなたを抱きしめる日まで               | Philomena                                                | スティーヴン・フリアーズ       | イギリス                 |
| ローマ環状線、めぐりゆく人生たち       | Sacro GRA                                                | ジャンフランコ・ロージ         | イタリア フランス        |
|                                        | Es-Stouh                                                 | メルザック・アルアッシュ       | アルジェリア フランス    |
| トム・アット・ザ・ファーム             | Tom à la ferme                                           | グザヴィエ・ドラン             | カナダ フランス          |
| 奇跡の2000マイル                       | Tracks                                                   | ジョン・カラン                 | オーストラリア           |
| アンダー・ザ・スキン 種の捕食          | Under the Skin                                           | ジョナサン・グレイザー         | イギリス アメリカ合衆国  |
|                                        | The Unknown Known: the Life and Times of Donald Rumsfeld | エロール・モリス               | アメリカ合衆国           |
| シチリアの裏通り                       | Via Castellana Bandiera                                  | エマ・ダンテ                   | イタリア スイス フランス |
| ゼロの未来                             | The Zero Theorem                                         | テリー・ギリアム               | イギリス アメリカ合衆国  |

### コンペティション外
コンペティション外では以下の作品が上映された。
| 日本語題                                               | 原題                                                 | 監督                     | 製作国                      |
| ------------------------------------------------------ | ---------------------------------------------------- | ------------------------ | --------------------------- |
|                                                        | Die andere Heimat — Chronik einer Sehnsucht          | エドガー・ライツ         | ドイツ                      |
| アマゾン大冒険〜世界最大のジャングルを探検しよう!〜    | Amazonia                                             | ティエリー・ラゴベール   | フランス ブラジル           |
| ランス・アームストロング ツール・ド・フランス7冠の真実 | The Armstrong Lie                                    | アレックス・ギブニー     | アメリカ合衆国              |
|                                                        | At Berkeley                                          | フレデリック・ワイズマン | アメリカ合衆国              |
| ザ・ハリウッド                                         | The Canyons                                          | ポール・シュレイダー     | アメリカ合衆国              |
|                                                        | Che strano chiamarsi Federico Scola racconta Fellini | エットーレ・スコラ       | イタリア                    |
| 収容病棟                                               | 瘋愛                                                 | ワン・ビン               | 香港 フランス               |
| ゼロ・グラビティ                                       | Gravity                                              | アルフォンソ・キュアロン | アメリカ合衆国 イギリス     |
| オン・ザ・ハイウェイ その夜、86分                      | Locke                                                | スティーヴン・ナイト     | イギリス アメリカ合衆国     |
| メビウス                                               | 뫼비우스                                             | キム・ギドク             | 韓国                        |
|                                                        | Pine Ridge                                           | アンナ・エボン           | デンマーク                  |
| キャプテンハーロック -SPACE PIRATE CAPTAIN HARLOCK-    | キャプテンハーロック -SPACE PIRATE CAPTAIN HARLOCK-  | 荒牧伸志                 | 日本                        |
|                                                        | Summer 82 When Zappa Came to Sicily                  | サルヴォ・クッチャ       | イタリア アメリカ合衆国     |
|                                                        | Ukraina ne Bordel                                    | キティ・グリーン         | オーストラリア · ウクライナ |
| ワレサ 連帯の男                                        | Wałęsa. Czlowiek z nadziei                           | アンジェイ・ワイダ       | ポーランド                  |
| ミック・テイラー 史上最強の追跡者                      | Wolf Creek 2                                         | グレッグ・マクリーン     | オーストラリア              |
| 許されざる者                                           | 許されざる者                                         | 李相日                   | 日本                        |

## 審査員
コンペティション部門の審査員は以下の人物が務めた。
- ベルナルド・ベルトルッチ （ イタリア/映画監督） 審査員長
- アンドレア・アーノルド （ イギリス/映画監督）
- レナート・ベルタ （ スイス/ フランス/撮影監督）
- キャリー・フィッシャー （ アメリカ合衆国/女優・脚本家・作家）
- マルティナ・ゲデック （ ドイツ/女優）
- パブロ・ラライン （ チリ/映画監督）
- ヴィルジニー・ルドワイヤン （ フランス/女優）
- 坂本龍一 （ 日本/作曲家）
- チアン・ウェン （ 中国/俳優・映画監督）

## 受賞結果
受賞結果は以下の通りだった。
- 金獅子賞：『ローマ環状線、めぐりゆく人生たち』（ジャンフランコ・ロージ）
- 銀獅子賞：アレクサンドロス・アブラナス（『ミス・バイオレンス』）
- 審査員大賞：『郊遊 <ピクニック>』（ツァイ・ミンリャン）
- 男優賞：テミス・パヌ （『ミス・バイオレンス』）
- 女優賞：エレナ・コッタ （『シチリアの裏通り』）
- マルチェロ・マストロヤンニ賞：タイ・シェリダン （『グランド・ジョー』）
- 脚本賞：スティーヴ・クーガン、ジェフ・ポープ （『あなたを抱きしめる日まで』）
- 審査員特別賞：『Die Frau des Polizisten』（フィリップ・グレーニング）
- ルイジ・デ・ラウレンティス賞：『White Shadow』（ノアズ・デシュ）